# (8262) Carcich
(8262) Carcich – planetoida z pasa głównego asteroid okrążająca Słońce w ciągu 3 lat i 279 dni w średniej odległości 2,42 au. Została odkryta 14 września 1985 roku. Przed nadaniem nazwy planetoida nosiła oznaczenie tymczasowe (8262) 1985 RG.